# Sanguinheira
Sanguinheira ist eine Gemeinde (Freguesia) im portugiesischen Kreis Cantanhede. In ihr leben 1753 Einwohner (Stand 19. April 2021).